# Denderstreek
De Denderstreek of het Denderland (niet te verwarren met de Denderregio) is een streek gelegen in het zuid-oosten van de provincie Oost-Vlaanderen, arrondissement Aalst en Dendermonde. Door deze streek loopt de rivier de Dender. De Denderstreek behoort grotendeels tot het Scheldeland en heeft gemeenten die zowel tot de Vlaamse Ardennen als tot de Denderstreek behoren. De Denderstreek omvat de volgende gemeenten en steden: Aalst, Buggenhout, Denderleeuw, Dendermonde, Erpe-Mere, Geraardsbergen, Haaltert, Herzele, Lebbeke, Lede, Ninove, Sint-Lievens-Houtem, Wichelen en Zottegem.
De gemeenten Herzele, Sint-Lievens-Houtem, Zottegem en Geraardsbergen maken deel uit van zowel de Denderstreek als de Vlaamse Ardennen (arrondissement Oudenaarde).
De Denderstreek grenst in het oosten aan Brabant. De dialecten van de Denderstreek zijn ontstaan uit een overgang van het Oost-Vlaams met invloeden uit het Zuid-Brabants, dat ook in het oostelijke deel van de Denderstreek wordt gesproken.

## Deelgemeenten, gehuchten en streken
De streek omvat de volgende gemeenten en steden:
- Adm. arr.= administratief arrondissement   Vanaf 1 april 2014 werd het gerechtelijk arrondissement Oost-Vlaanderen op gericht, waardoor alle gemeenten van de Denderstreek ( en met uitbreiding heel Oost-Vlaanderen) vanaf dan toebehoren.

| Plaats                      | Postcode    | Gemeente             | Adm. Arrondissement | Status                |
| --------------------------- | ----------- | -------------------- | ------------------- | --------------------- |
| Aalst                       | 9300        | Aalst                | Aalst               | Deelgemeente          |
| Baardegem                   | 9310        | Aalst                | Aalst               | Deelgemeente          |
| Erembodegem                 | 9320        | Aalst                | Aalst               | Deelgemeente          |
| Gijzegem                    | 9308        | Aalst                | Aalst               | Deelgemeente          |
| Herdersem                   | 9310        | Aalst                | Aalst               | Deelgemeente          |
| Hofstade                    | 9308        | Aalst                | Aalst               | Deelgemeente          |
| Meldert                     | 9310        | Aalst                | Aalst               | Deelgemeente          |
| Moorsel                     | 9310        | Aalst                | Aalst               | Deelgemeente          |
| Nieuwerkerken               | 9320        | Aalst                | Aalst               | Deelgemeente          |
| Terjoden                    | 9320        | Aalst                | Aalst               | Gehucht               |
| Briel                       | 9255        | Buggenhout           | Dendermonde         | Gehucht               |
| Buggenhout                  | 9255        | Buggenhout           | Dendermonde         | Deelgemeente          |
| Opdorp                      | 9255        | Buggenhout           | Dendermonde         | Deelgemeente          |
| Opstal                      | 9255        | Buggenhout           | Dendermonde         | Gehucht               |
| Denderleeuw                 | 9470        | Denderleeuw          | Aalst               | Deelgemeente          |
| Iddergem                    | 9472        | Denderleeuw          | Aalst               | Deelgemeente          |
| Welle                       | 9473        | Denderleeuw          | Aalst               | Deelgemeente          |
| Appels                      | 9200        | Dendermonde          | Dendermonde         | Deelgemeente          |
| Baasrode                    | 9200        | Dendermonde          | Dendermonde         | Deelgemeente          |
| Dendermonde                 | 9200        | Dendermonde          | Dendermonde         | Deelgemeente          |
| Grembergen                  | 9200        | Dendermonde          | Dendermonde         | Deelgemeente          |
| Mespelare                   | 9200        | Dendermonde          | Dendermonde         | Deelgemeente          |
| Oudegem                     | 9200        | Dendermonde          | Dendermonde         | Deelgemeente          |
| Schoonaarde                 | 9200        | Dendermonde          | Dendermonde         | Deelgemeente          |
| Sint-Gillis-bij-Dendermonde | 9200        | Dendermonde          | Dendermonde         | Deelgemeente          |
| Aaigem                      | 9420        | Erpe-Mere            | Aalst               | Deelgemeente          |
| Bambrugge                   | 9420        | Erpe-Mere            | Aalst               | Deelgemeente          |
| Burst                       | 9420        | Erpe-Mere            | Aalst               | Deelgemeente          |
| Den Dotter                  | 9420 / 9450 | Erpe-Mere / Haaltert | Aalst               | Gehucht               |
| Egem                        | 9420        | Erpe-Mere            | Aalst               | Gehucht               |
| Erondegem                   | 9420        | Erpe-Mere            | Aalst               | Deelgemeente          |
| Erpe                        | 9420        | Erpe-Mere            | Aalst               | Deelgemeente          |
| Mere                        | 9420        | Erpe-Mere            | Aalst               | Deelgemeente          |
| Ottergem                    | 9420        | Erpe-Mere            | Aalst               | Deelgemeente          |
| Vlekkem                     | 9420        | Erpe-Mere            | Aalst               | Deelgemeente          |
| Geraardsbergen              | 9500        | Geraardsbergen       | Aalst               | Deelgemeente          |
| Goeferdinge                 | 9500        | Geraardsbergen       | Aalst               | Deelgemeente          |
| Grimminge                   | 9506        | Geraardsbergen       | Aalst               | Deelgemeente          |
| Idegem                      | 9506        | Geraardsbergen       | Aalst               | Deelgemeente          |
| Moerbeke                    | 9500        | Geraardsbergen       | Aalst               | Deelgemeente          |
| Nederboelare                | 9500        | Geraardsbergen       | Aalst               | Deelgemeente          |
| Nieuwenhove                 | 9506        | Geraardsbergen       | Aalst               | Deelgemeente          |
| Onkerzele                   | 9500        | Geraardsbergen       | Aalst               | Deelgemeente          |
| Ophasselt                   | 9500        | Geraardsbergen       | Aalst               | Deelgemeente          |
| Overboelare                 | 9500        | Geraardsbergen       | Aalst               | Deelgemeente          |
| Schendelbeke                | 9506        | Geraardsbergen       | Aalst               | Deelgemeente          |
| Smeerebbe                   | 9506        | Geraardsbergen       | Aalst               | Deel van deelgemeente |
| Smeerebbe-Vloerzegem        | 9506        | Geraardsbergen       | Aalst               | Deelgemeente          |
| Viane                       | 9500        | Geraardsbergen       | Aalst               | Deelgemeente          |
| Vloerzegem                  | 9506        | Geraardsbergen       | Aalst               | Deel van deelgemeente |
| Waarbeke                    | 9506        | Geraardsbergen       | Aalst               | Deelgemeente          |
| Zandbergen                  | 9506        | Geraardsbergen       | Aalst               | Deelgemeente          |
| Zarlardinge                 | 9500        | Geraardsbergen       | Aalst               | Deelgemeente          |
| Denderhoutem                | 9450        | Haaltert             | Aalst               | Deelgemeente          |
| Ede                         | 9450        | Haaltert             | Aalst               | Deelgemeente          |
| Haaltert                    | 9450        | Haaltert             | Aalst               | Deelgemeente          |
| Heldergem                   | 9450        | Haaltert             | Aalst               | Deelgemeente          |
| Kerksken                    | 9451        | Haaltert             | Aalst               | Deelgemeente          |
| Terjoden                    | 9450        | Haaltert             | Aalst               | Gehucht               |
| Borsbeke                    | 9552        | Herzele              | Aalst               | Deelgemeente          |
| Herzele                     | 9550        | Herzele              | Aalst               | Deelgemeente          |
| Hillegem                    | 9550        | Herzele              | Aalst               | Deelgemeente          |
| Ressegem                    | 9551        | Herzele              | Aalst               | Deelgemeente          |
| Sint-Antelinks              | 9550        | Herzele              | Aalst               | Deelgemeente          |
| Sint-Lievens-Esse           | 9550        | Herzele              | Aalst               | Deelgemeente          |
| Steenhuize-Wijnhuize        | 9550        | Herzele              | Aalst               | Deelgemeente          |
| Terhagen                    | 9552 / 9551 | Herzele              | Aalst               | Gehucht               |
| Woubrechtegem               | 9550        | Herzele              | Aalst               | Deelgemeente          |
| Denderbelle                 | 9280        | Lebbeke              | Dendermonde         | Deelgemeente          |
| Lebbeke                     | 9280        | Lebbeke              | Dendermonde         | Deelgemeente          |
| Wieze                       | 9280        | Lebbeke              | Dendermonde         | Deelgemeente          |
| Impe                        | 9340        | Lede                 | Aalst               | Deelgemeente          |
| Lede                        | 9340        | Lede                 | Aalst               | Deelgemeente          |
| Oordegem                    | 9340        | Lede                 | Aalst               | Deelgemeente          |
| Papegem                     | 9340        | Lede                 | Aalst               | Gehucht               |
| Smetlede                    | 9340        | Lede                 | Aalst               | Deelgemeente          |
| Wanzele                     | 9340        | Lede                 | Aalst               | Deelgemeente          |
| Appelterre-Eichem           | 9400        | Ninove               | Aalst               | Deelgemeente          |
| Aspelare                    | 9404        | Ninove               | Aalst               | Deelgemeente          |
| Denderwindeke               | 9400        | Ninove               | Aalst               | Deelgemeente          |
| Lieferinge                  | 9400        | Ninove               | Aalst               | Deelgemeente          |
| Meerbeke                    | 9402        | Ninove               | Aalst               | Deelgemeente          |
| Lebeke                      | 9406        | Ninove               | Aalst               | Gehucht               |
| Nederhasselt                | 9400        | Ninove               | Aalst               | Deelgemeente          |
| Neigem                      | 9403        | Ninove               | Aalst               | Deelgemeente          |
| Ninove                      | 9400        | Ninove               | Aalst               | Deelgemeente          |
| Okegem                      | 9400        | Ninove               | Aalst               | Deelgemeente          |
| Outer                       | 9406        | Ninove               | Aalst               | Deelgemeente          |
| Pollare                     | 9401        | Ninove               | Aalst               | Deelgemeente          |
| Voorde                      | 9400        | Ninove               | Aalst               | Deelgemeente          |
| Bavegem                     | 9520        | Sint-Lievens-Houtem  | Aalst               | Deelgemeente          |
| Letterhoutem                | 9521        | Sint-Lievens-Houtem  | Aalst               | Deelgemeente          |
| Sint-Lievens-Houtem         | 9520        | Sint-Lievens-Houtem  | Aalst               | Deelgemeente          |
| Vlierzele                   | 9520        | Sint-Lievens-Houtem  | Aalst               | Deelgemeente          |
| Zonnegem                    | 9520        | Sint-Lievens-Houtem  | Aalst               | Deelgemeente          |
| Schellebelle                | 9260        | Wichelen             | Dendermonde         | Deelgemeente          |
| Serskamp                    | 9260        | Wichelen             | Dendermonde         | Deelgemeente          |
| Wichelen                    | 9260        | Wichelen             | Dendermonde         | Deelgemeente          |
| Bruinbeke                   | 9260        | Wichelen             | Dendermonde         | Gehucht               |
| Elene                       | 9620        | Zottegem             | Aalst               | Deelgemeente          |
| Erwetegem                   | 9620        | Zottegem             | Aalst               | Deelgemeente          |
| Godveerdegem                | 9620        | Zottegem             | Aalst               | Deelgemeente          |
| Grotenberge                 | 9620        | Zottegem             | Aalst               | Deelgemeente          |
| Leeuwergem                  | 9620        | Zottegem             | Aalst               | Deelgemeente          |
| Oombergen                   | 9620        | Zottegem             | Aalst               | Deelgemeente          |
| Sint-Goriks-Oudenhove       | 9620        | Zottegem             | Aalst               | Deelgemeente          |
| Sint-Maria-Oudenhove        | 9620        | Zottegem             | Aalst               | Deelgemeente          |
| Strijpen                    | 9620        | Zottegem             | Aalst               | Deelgemeente          |
| Velzeke-Ruddershove         | 9620        | Zottegem             | Aalst               | Deelgemeente          |
| Zottegem                    | 9620        | Zottegem             | Aalst               | Deelgemeente          |

## Randgemeenten
- Het stroomgebied van de Dender omvat Bever, Dilbeek, Galmaarden, Gooik, Herne, Lennik, Liedekerke, Pepingen, Roosdaal en Ternat; deze gemeenten worden tot het Pajottenland in Vlaams-Brabant gerekend.
- Het stroomgebied van de Dender omvat Affligem en Asse; delen van deze gemeenten worden tot het Pajottenland en/of de Brabantse Kouters in Vlaams-Brabant gerekend.
- Het stroomgebied van de Dender omvat Merchtem en Opwijk; deze gemeenten worden tot de Brabantse Kouters in Vlaams-Brabant gerekend.
- Geografisch is Wetteren heel dicht verwant met de Denderstreek maar het maakt er geen deel van uit. Het hoort bij de Bloemenstreek.

## Waterlopen in dit gebied
- De Dender, hoofdrivier van het Denderbekken.
- De Molenbeek-Ter Erpenbeek in Zottegem, Herzele, Haaltert, Erpe-Mere en Aalst (linkeroever) als zijrivier van de Dender.
- De Molenbeek in Zottegem, Herzele, Erpe-Mere, Sint-Lievens-Houtem, Lede en Wichelen, als een van de Drie Molenbeken in het deelbekken de Drie Molenbeken als zijrivier van de Bovenschelde.

## Toerisme
- In de Denderstreek lopen diverse fietsroutes, zoals de Molenbeekroute, de Denderende steden, de Reuzenroute en de Ros Beiaardroute.
- In de Denderstreek lopen ook motor- en autoroutes zoals de Denderroute zuid.

## Voetbal
In de Denderstreek vindt jaarlijks de beker van de Denderstreek plaats. Ook werd een club naar deze streek genoemd, namelijk FCV Dender EH.
Voetbalclubs in de Denderstreek:
- In Aalst: SC Eendracht Aalst, Vlugge Jongeren Baardegem, FC Doggen Erembodegem, K.S.K. Erembodegem, KRC Gijzegem-Aalst, SK Herdersem, KSC Wilskracht Hofstade, TK Meldert, KSC De Schroevers Moorsel, KVC Eendracht Nieuwerkerken
- In Brakel: K Olsa Brakel, SV Everbeek, Standaard Michelbeke, SK Opbrakel en FC Zegelsem
- In Buggenhout: K Sparta Buggenhout, Rangers Opdorp en Eendracht Buggenhout
- In Denderleeuw: FCV Dender EH en K Standaard SV Denderleeuw
- In Dendermonde: KFC Baasrode, KAV Dendermonde, KSK Grembergen, KSK Oudegem, FC Juventus Schoonaarde en KV Sint-Gillis
- In Erpe-Mere: SK Aaigem, Erpe-Mere United, KFC Olympic Burst en FC Mere
- In Geraardsbergen: Jong Geraardsbergen, KSV Geraardsbergen, Wilskracht Idegem, Eendracht Onkerzele, Rapide Club Santos Ophasselt, en Sparta Geraardsbergen-Moerbeke
- In Haaltert: SK Denderhoutem, KFC Kerksken-Haaltert en G-sport 9450
- In Herzele: KVC De Toekomst Borsbeke, SV Ressegem, VC Herzele-Ressegem en Eendracht Wit-Zwart 93 Sint-Antelinks
- In Lebbeke: KSK Lebbeke, FC Lebbeke en FC Wieze
- In Lede: KVC Jong Lede en FC Smetlede
- In Lierde: V.C. Eendracht Deftinge en FC Bonanza Sint-Martens-Lierde
- In Ninove: KFC Voorde-Appelterre, SK Lebeke-Aalst, VC Osta Meerbeke, VK Nederhasselt, VK Jong Neigem, KVK Ninove, FC Panters Okegem en KV Eendracht Winnik
- In Sint-Lievens-Houtem: OZ Bavegem, VC Eendracht Houtem en SK Vlierzele
- In Wichelen: KVV Schelde Serskamp-Schellebelle, SK Wichelen
- In Zottegem: Eendracht Elene-Grotenberge, WK Sint-Goriks, EC Oudenhove, Racing Strijpen, FC Velzeke en KSV Sottegem

Meerdere clubs werden opgedoekt, anderen zijn samengevoegd. In Geraardsbergen fusioneerden Sparta Geraardsbergen en FC Moerbeke. Zij spelen verder onder de naam Sparta Geraardsbergen-Moerbeke (Ook gekend als Sparta Moerbeke). FC Oordegem, FC Brakel, SK Lebeke-Aalst, SK Zandbergen, Olympic Burst en OZ Bavegem stopten.

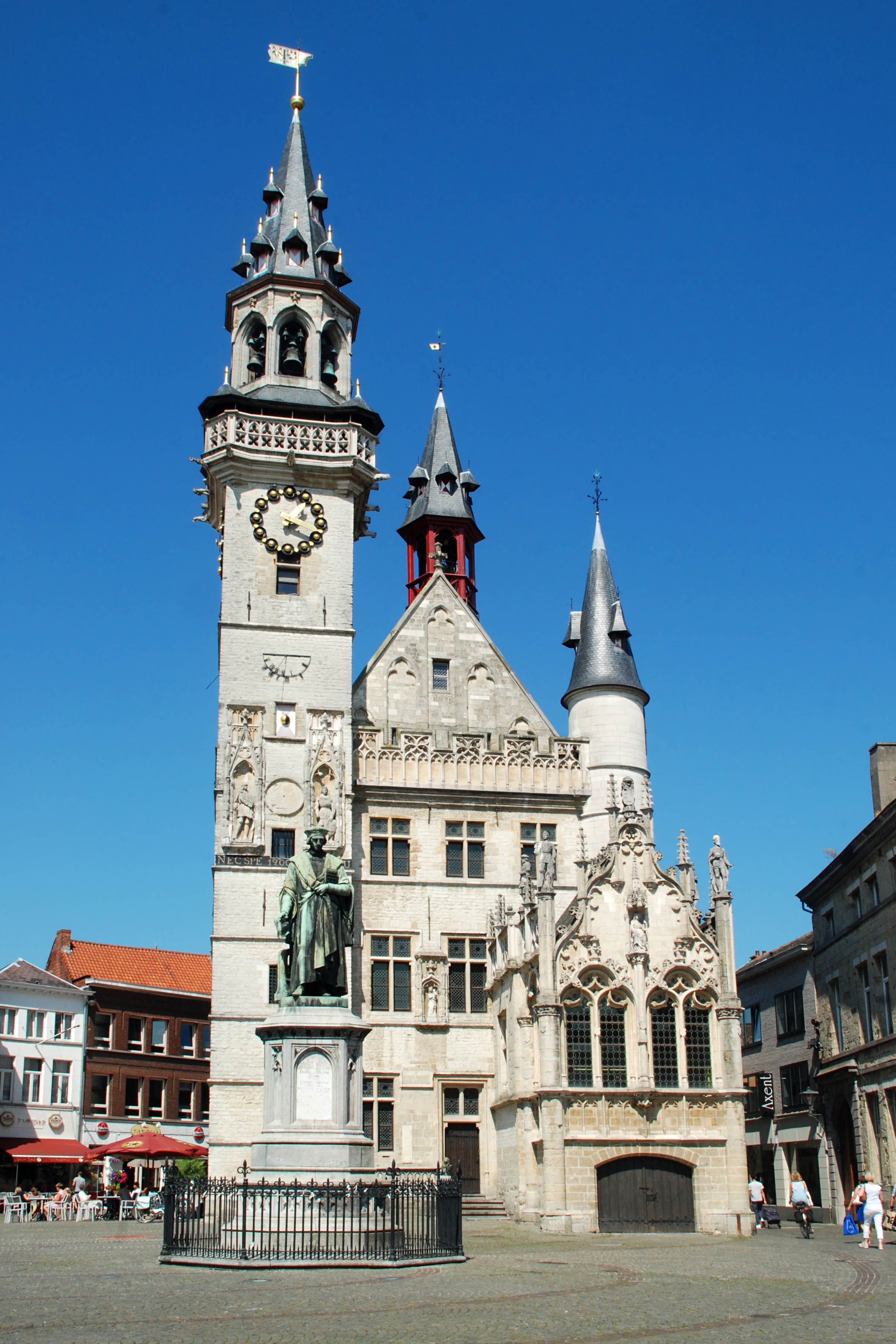
Aalst
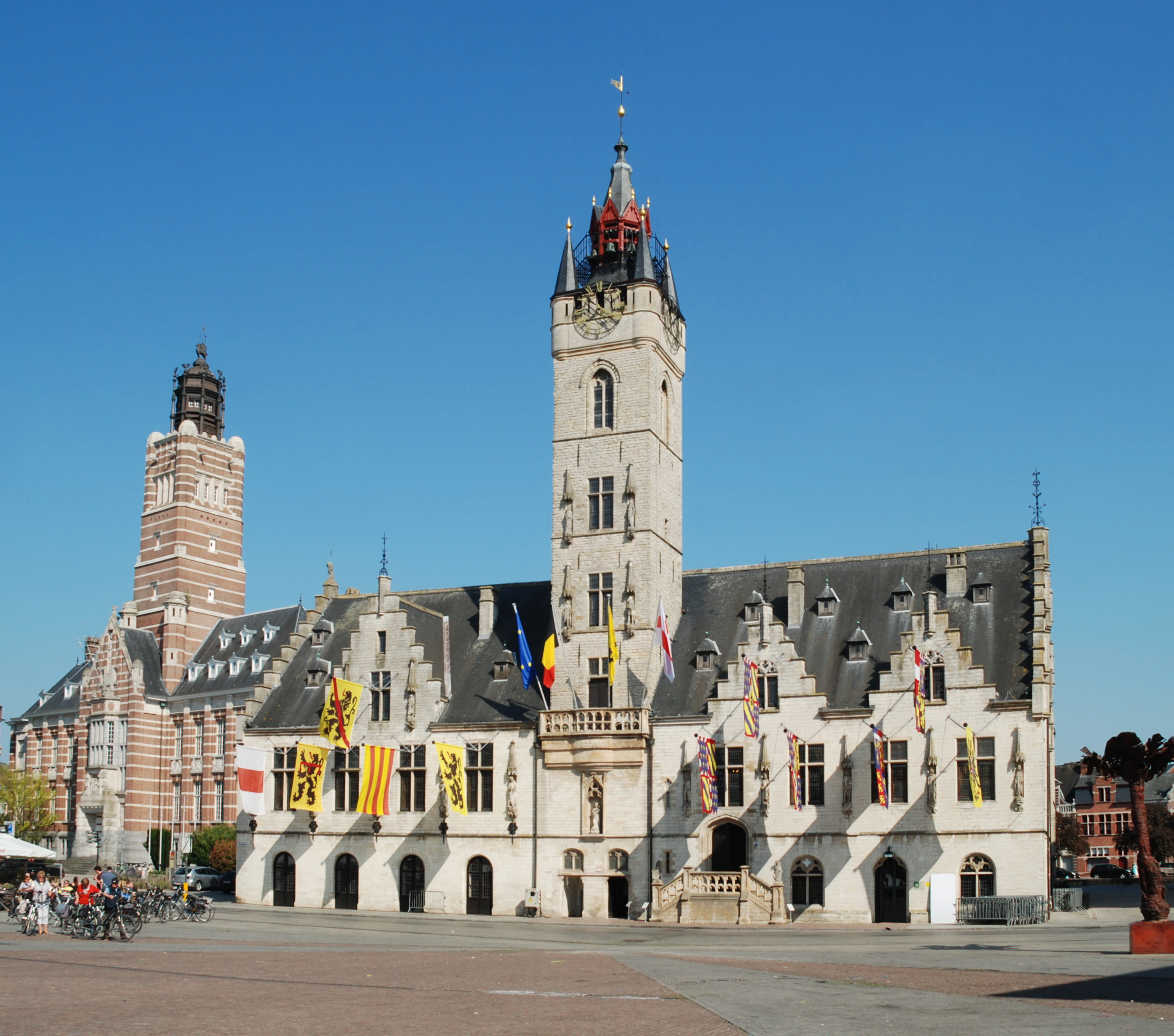
Dendermonde
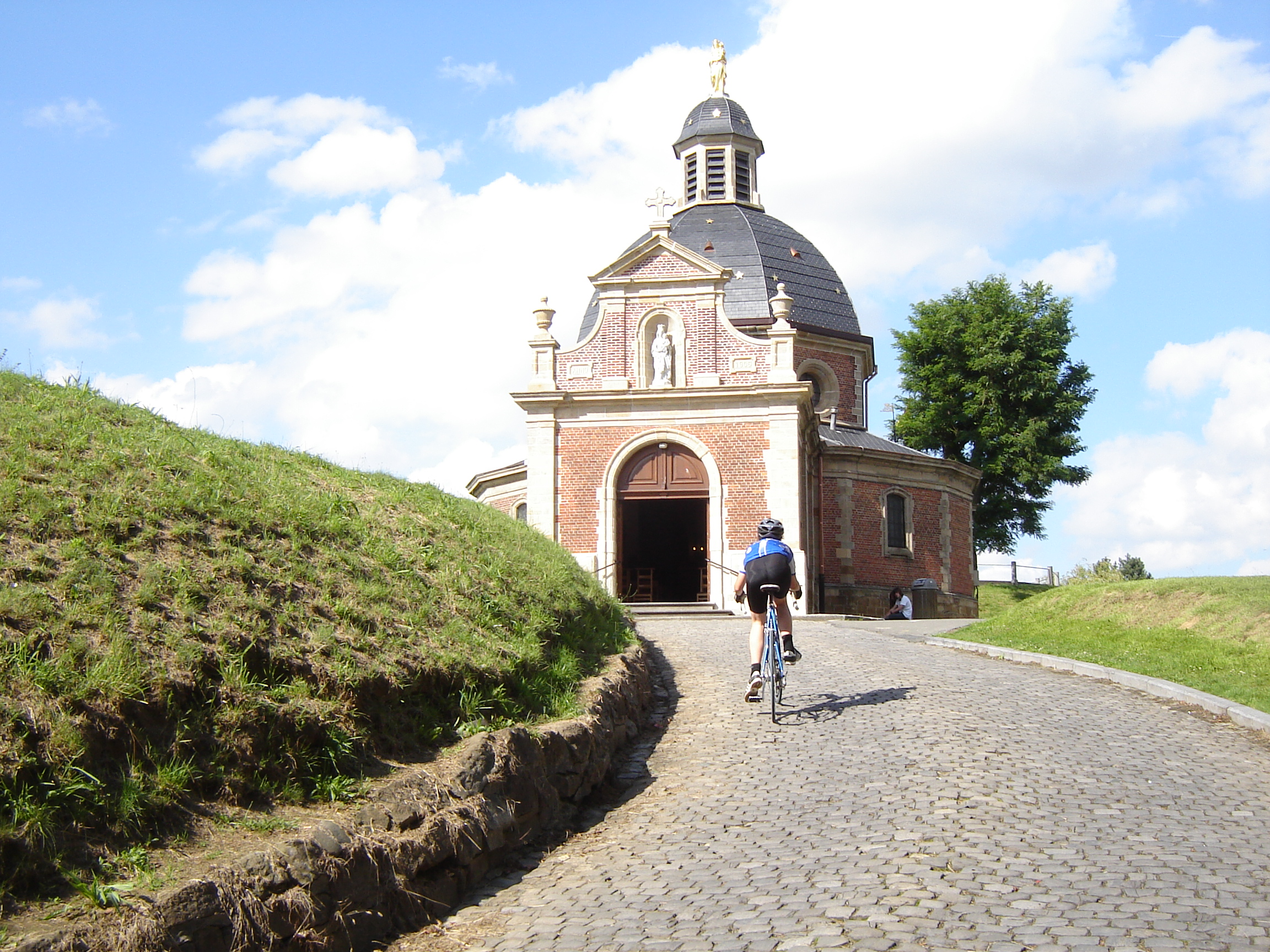
Geraardsbergen
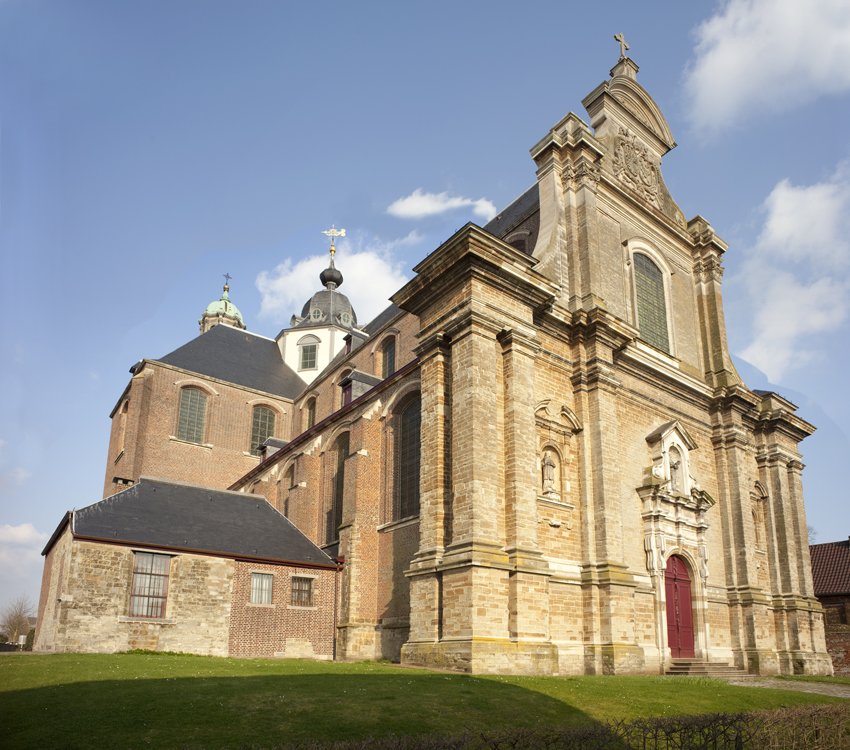
Ninove
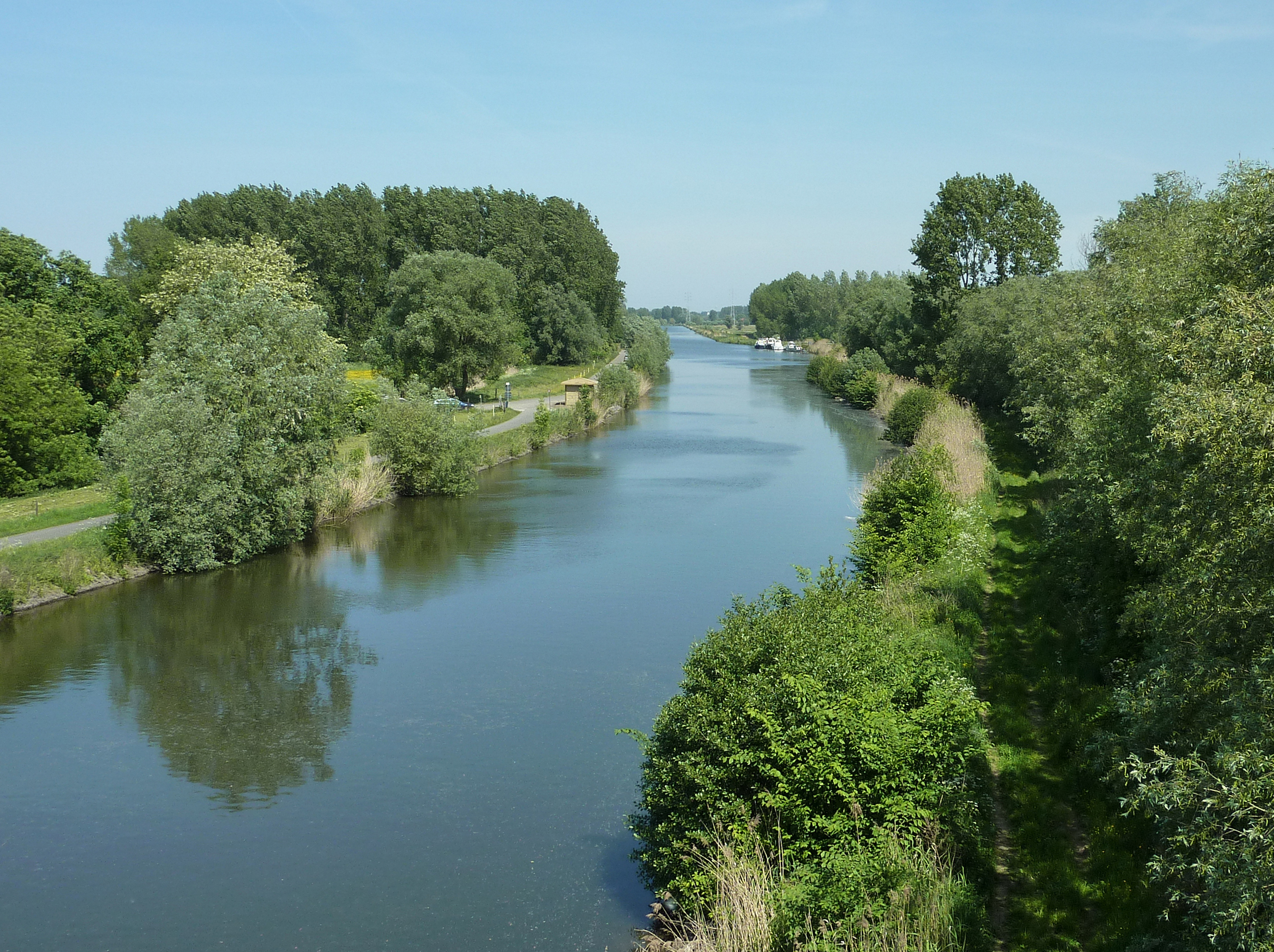
De Dender
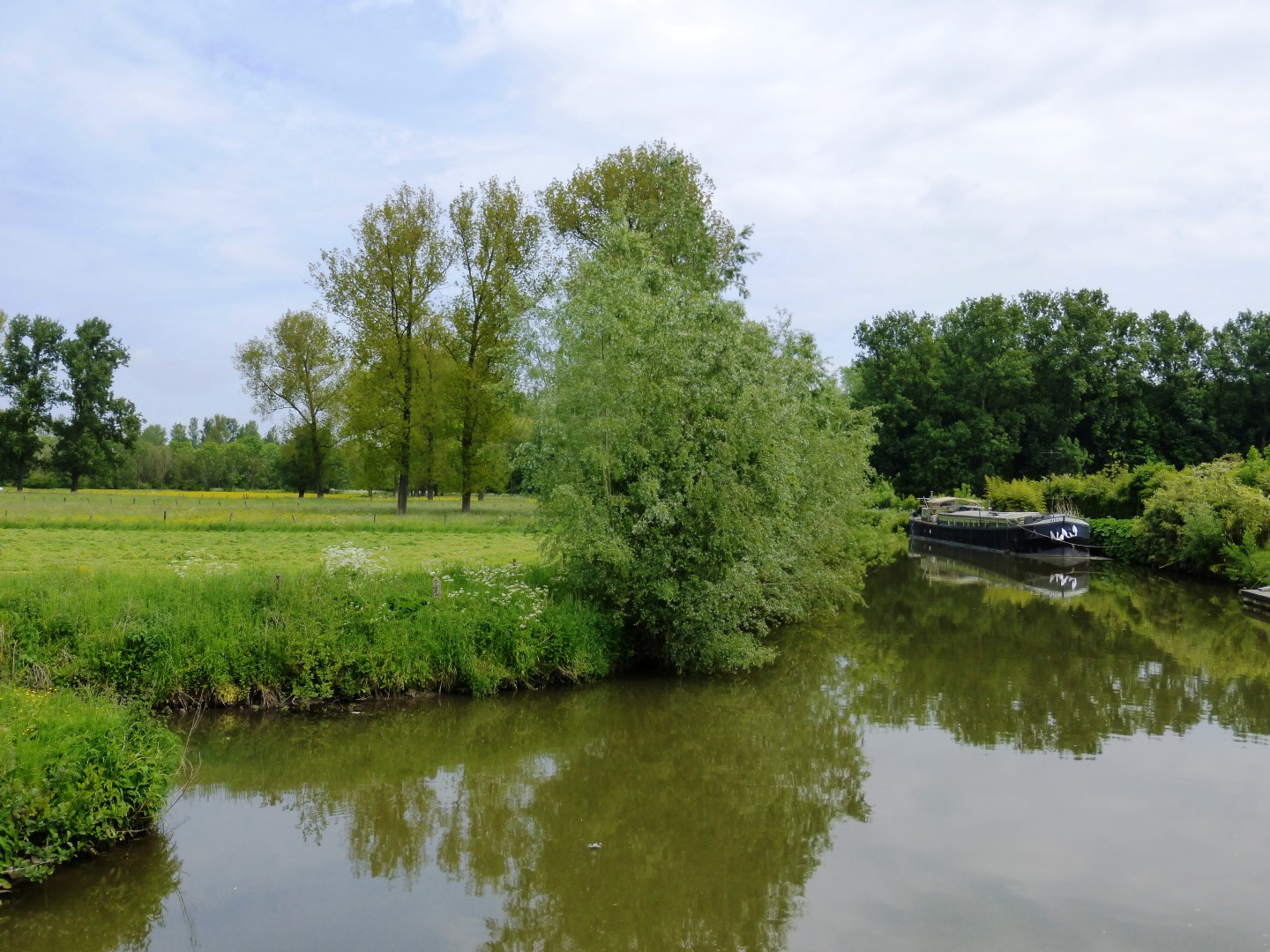
De Dender in Zandbergen